# Götterfestung
Die Götterfestung (oder Göttlicher Palast, altägyptisch ah-netjer) ist ein Kultbezirk der ägyptischen Frühzeit, der aus einer festungsartigen, nischengegliederten Ziegelumfassung bestand. Im Inneren befand sich das Haus der Nechbet und Wadjet, hinter dem Haupteingang ein kleines Nischengebäude. Die Götterfestung war wahrscheinlich ein Versammlungsplatz des Horus-Königs sowie des Horusgefolges und diente zur Abhaltung ritueller Feste.
Die Götterfestung ist nur inschriftlich belegt und wird vermutlich in den Talbezirken von Abydos und Hierakonpolis wiedergegeben. Sie gilt als wichtigste Leitform der ägyptischen Baukunst, speziell für den Djoser-Bezirk, für die Nischengliederung, für die Mastaba, für die Palastfassade und für den Talbezirk.

## Bekannte Götterfestungen
| Ägyptisch           | Übersetzt                     | Zeit        |
| ------------------- | ----------------------------- | ----------- |
| inebu-hedj          | Die weiße Burg                | Aha         |
| semer-netjeru       | Der Gefährte der Götter       | Djer        |
| isut-netjeru        | Die Sitze der Götter          | Den         |
| qau-netjeru         | Die Hügel der Götter          |             |
| hut-netjeri-netjeru | Das göttliche Haus der Götter | Ninetjer    |
| qebehu-netjeri      | Die Kühle (Stätte) der Götter | 3. Dynastie |
| neru-taui           | Schrecken der Beiden Länder   | Djoser      |
| netjerui            | Der beiden Götter             | Djoser      |